# 雷有邻
雷有鄰（?—?），同州郃陽（今陝西合陽）人。
御史中丞雷德驤的長子。開寶中，舉進士不第。早期雷德驤被削籍徙靈武，雷有鄰認為是受趙普的排擠。開寶六年（973年）六月，雷有鄰到登聞院擊鼓告狀，告發趙普庇護「堂後吏」胡贊、李可度等受賄作弊，宋太祖大怒，下御史府按問，悉抵罪，前攝上蔡主簿劉偉因偽造代理官職的公文被斬首，秘書丞王洞被關進死牢，胡贊與李可度被杖打籍沒。八月，趙普罷相，出為河陽（孟州，今河南孟縣南）三城節度使。